# Menato Boffa
Menato Boffa   (Benevent, 4 de gener de 1930 - Nàpols, 28 de setembre de 1996) va ser un pilot de curses automobilístiques italià que va arribar a disputar curses de Fórmula 1. En diverses ocasions va competir sota el pseudònim d'Akmall Willy.

## A la F1
Va debutar a la sisena cursa de la temporada 1961 (la dotzena temporada de la història) del campionat del món de la Fórmula 1, disputant el 10 de setembre del 1961 el GP d'Itàlia al circuit de Monza encara que no va arribar a qualificar-se per disputar la prova.
Menato Boffa va participar en una única prova puntuable pel campionat de la F1, no aconseguint prendre la sortida i no assolí cap punt pel campionat del món de pilots.

## Resultats a la Fórmula 1
| Any  | Equip         | Xassís | Motor  | 1   | 2   | 3   | 4   | 5   | 6   | 7       | 8   | Posició | Punts |
| ---- | ------------- | ------ | ------ | --- | --- | --- | --- | --- | --- | ------- | --- | ------- | ----- |
| 1961 | Mennato Boffa | Cooper | Climax | MON | HOL | BEL | FRA | GBR | ALE | ITA NVS | USA | -       | 0     |

### Resum
| Curses: | Victòries: | Pòdiums: | Poles: | Voltes ràpides: | Punts: |
| ------- | ---------- | -------- | ------ | --------------- | ------ |
| 1       | 0          | 0        | 0      | 0               | 0      |